# Forschungsreaktor Haigerloch
Der Forschungsreaktor Haigerloch war eine deutsche Kernreaktor-Versuchsanlage. Sie wurde während der Endphase des Zweiten Weltkriegs Anfang 1945 in einem Felsenkeller im hohenzollerischen Haigerloch gebaut.
In diesem letzten Großversuch des Uranprojekts mit dem Namen B8 wurde eine nukleare Kettenreaktion durch Neutronenbeschuss von Uran in schwerem Wasser herbeigeführt und beobachtet. Die Kritikalität der Kettenreaktion wurde nicht erreicht; die Anlage war auch nicht für einen Betrieb im kritischen Zustand ausgelegt, und die heute für sie oft verwendete Bezeichnung Reaktor trifft deshalb nur eingeschränkt zu. Spätere Berechnungen ergaben, dass der Reaktor etwa die eineinhalbfache Größe hätte haben müssen, um kritisch zu werden.
Die US-amerikanische Spezialeinheit Alsos fand die Anlage am 23. April 1945 und demontierte sie am folgenden Tag. Die beteiligten Wissenschaftler wurden gefangen genommen und die verwendeten Materialien in die Vereinigten Staaten ausgeflogen. Heute befindet sich am ehemaligen Standort des Reaktors das Atomkeller-Museum.

## Vorgeschichte

### Vorangegangene Reaktorversuche

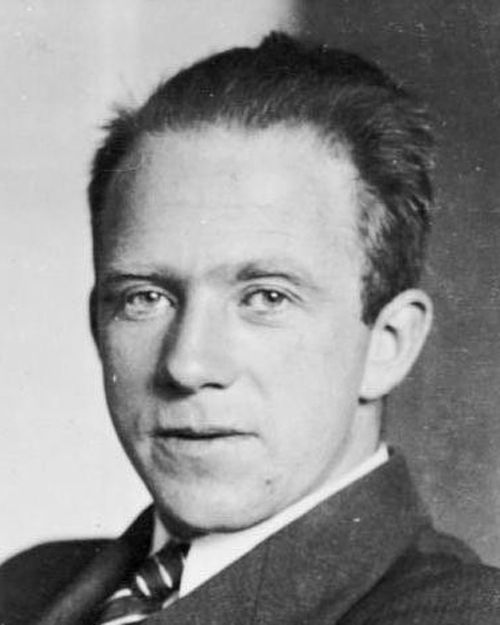
Werner Heisenberg, ab 1942 Leiter des Kaiser-Wilhelm-Instituts für Physik

Das Hauptziel des deutschen Uranprojekts im Zweiten Weltkrieg war die technische Nutzbarmachung der im Jahr 1938 von Otto Hahn und Fritz Straßmann experimentell erforschten und von Lise Meitner und Otto Frisch theoretisch erklärten Kernspaltung. In einer Reihe von Reaktorversuchen, genannt „Großversuche“, wollte man die theoretischen Überlegungen zur Energiegewinnung aus Uran praktisch erproben. Hierzu beschoss man Natururan in schwerem Wasser als Moderator mit Neutronen und beobachtete die sich dabei ergebende Vermehrung der Neutronen. Die Forscher des Uranprojekts bezeichneten ihr Entwicklungsziel nicht als Reaktor, sondern als „Uranmaschine“ oder „Uranbrenner“.
- Unter Leitung des Nobelpreisträgers Werner Heisenberg wurden am Kaiser-Wilhelm-Institut für Physik in Berlin-Dahlem von 1941 bis 1944 insgesamt sieben Großversuche mit Namen B1 bis B7 durchgeführt. Dabei untersuchten die Physiker mit wachsendem Erfolg Platten aus Uranmetall verschiedener Dicke auf ihre Reaktivität.[2]
- An einer zweiten Stelle, dem Physikalischen Institut der Universität Leipzig, wurden von Heisenberg und seinen Mitarbeitern in den Jahren 1941 und 1942 vier weitere Versuche L-I bis L-IV mit konzentrisch angeordneten Schichten von Uranpulver und schwerem Wasser unternommen. Beim Versuch L-IV, als bereits eine Neutronenvermehrung festgestellt worden war, entzündete sich nach einer Knallgasbildung das Uranpulver, und die gesamte Anlage verbrannte. Personen kamen nicht zu Schaden. Das Ereignis stellt – sensu lato – den ersten überlieferten „Reaktorunfall“ der Geschichte dar – Jahre bevor an eine kommerzielle Nutzung der Kernspaltung überhaupt nur zu denken gewesen wäre. Die Versuche in Leipzig wurden eingestellt und fernerhin nur noch kompaktes metallisches Uran verwendet.

- Parallel dazu arbeitete in der Versuchsstelle Gottow bei Berlin unter der Leitung von Kurt Diebner eine weitere Gruppe an ähnlichen Versuchen. In ihren drei Versuchen G1 bis G3 wurden 1942 und 1943 mit guten Resultaten Uranwürfel statt Platten eingesetzt; als Moderator wurde dabei neben schwerem Wasser auch Paraffin verwendet.[3] Die Heisenberg- und die Diebner-Gruppe standen in Konkurrenz um die knappen Materialien. Im Paraffin wirkt sowohl der Wasserstoff als auch der Kohlenstoff der enthaltenen Kohlenwasserstoffe als Moderator. Noch heute werden die Neutronen aus kleineren Neutronenquellen oft mit Paraffin abgebremst. Versuche, Kernreaktoren mit organischen Stoffen zu kühlen/moderieren, kamen jedoch bisher nicht über das Versuchsstadium hinaus.

### Verlagerung der Forschungen

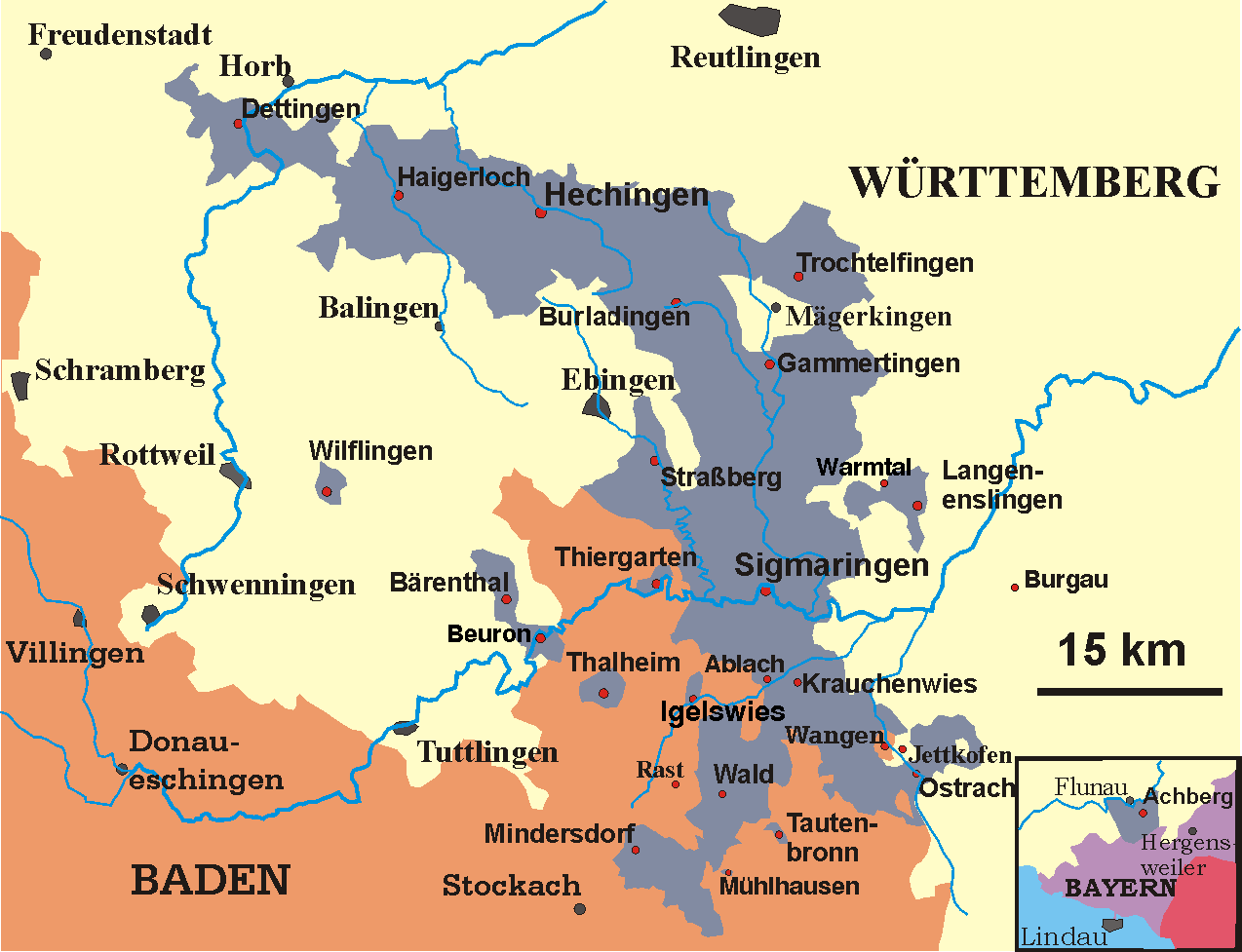
Karte der Hohenzollerischen Lande

Im Jahr 1943 waren alle größeren deutschen Städte von alliierten Bombenangriffen bedroht. Daher beschloss man, das Kaiser-Wilhelm-Institut für Physik in eine ländlichere Gegend auszulagern. Die Anregung, dafür die Hohenzollerischen Lande zu nutzen, ging wahrscheinlich auf den Leiter der Fachsparte Physik im Reichsforschungsrat Walther Gerlach zurück, der an der Universität Tübingen studiert hatte, dort auch Ende der 1920er Jahre Professor gewesen war und daher die Gegend kannte. Für den süddeutschen Raum sprach auch, dass er bis dahin von Luftangriffen weitgehend verschont geblieben war. Außerdem favorisierten die beteiligten Wissenschaftler Süddeutschland, um im Falle einer Niederlage nicht in sowjetische Gefangenschaft zu geraten.
In der Folge wurde das Kaiser-Wilhelm-Institut für Physik in das von Haigerloch 15 Kilometer entfernte Hechingen ausgelagert und dort in den Textilbetrieben Grotz und Conzelmann sowie im Brauereigebäude des ehemaligen Franziskanerklosters Sankt Luzen untergebracht. Die Verlagerung erfolgte in mehreren Schritten; etwa ein Drittel des Instituts zog bis Ende 1943 nach Hechingen, im Laufe des Jahres 1944 folgten Carl Friedrich von Weizsäcker und Karl-Heinz Höcker aus Straßburg und schließlich Heisenberg selbst. Parallel dazu wurde das Kaiser-Wilhelm-Institut für Chemie mit Otto Hahn und Max von Laue in das nahe gelegene Tailfingen (heute Albstadt-Tailfingen) verlagert.
Im Januar 1945 waren vom Uranverein nur noch Karl Wirtz, Kurt Diebner und einige Techniker in Berlin geblieben. Wirtz war gerade dabei, den bis dahin größten deutschen Reaktorversuch im immer noch intakten Dahlemer Institutsbunker aufzubauen, als die Rote Armee bis auf 80 Kilometer vor Berlin vorstoßen konnte. Daraufhin beschloss Gerlach am 27. Januar 1945, den fast abgeschlossenen Versuchsaufbau abzubrechen. Er fuhr umgehend nach Berlin, um alle Wissenschaftler und Materialien nach Süddeutschland zu evakuieren.

## Vorbereitungen

### Der Felsenkeller

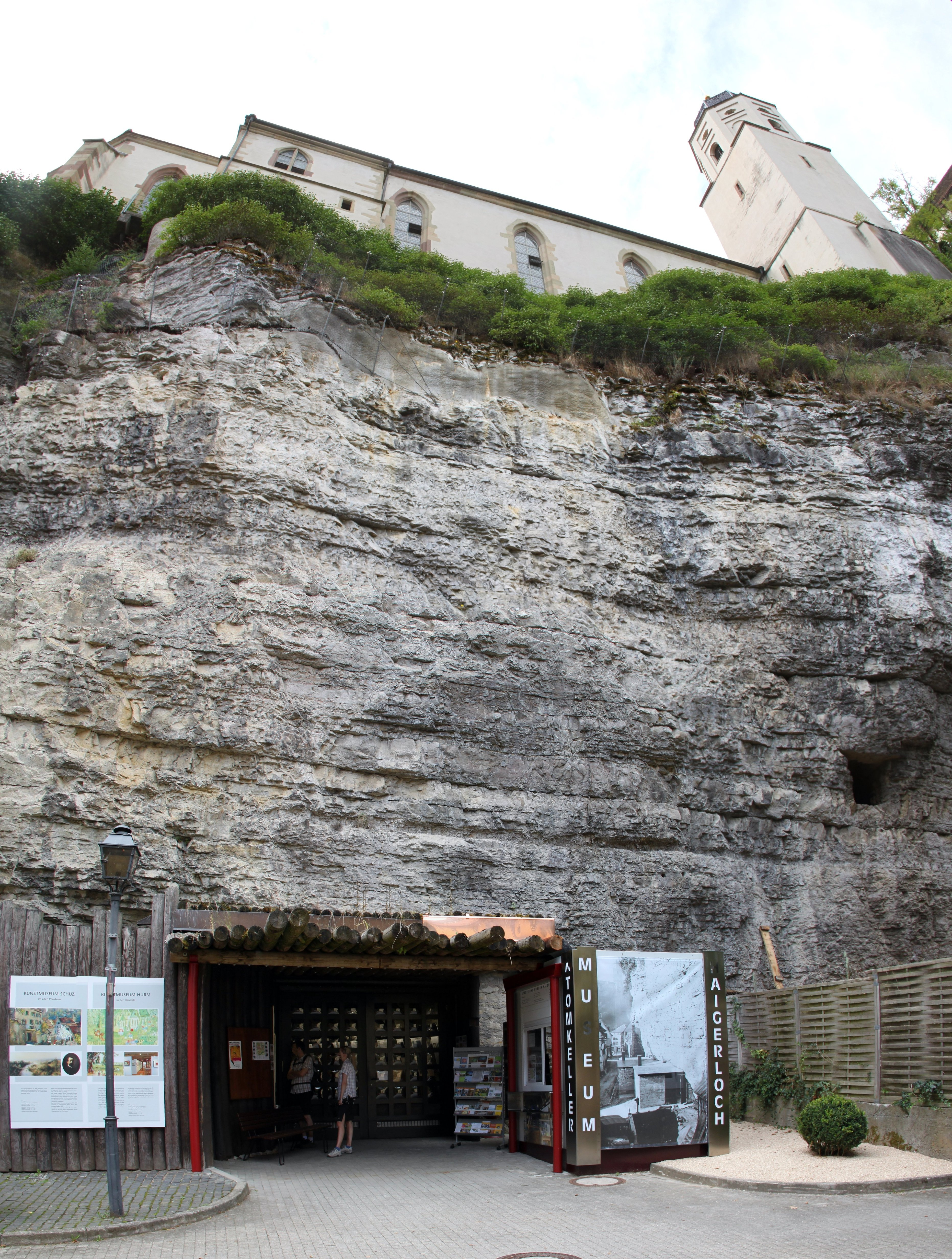
Der heutige Eingang zum Felsenkeller mit der darüber liegenden Kalkschicht und der Schlosskirche

Bereits am 29. Juli 1944 war der zufällig entdeckte Kartoffel- und Bierkeller des Haigerlocher Schwanenwirts für monatlich 100 Reichsmark als neuer Standort des Berliner Forschungsreaktors angemietet worden. Der Felsenkeller war Anfang des 20. Jahrhunderts für einen Tunnelbau der Hohenzollerischen Landesbahn angelegt worden. Er war im schmalen Eyachtal in den Berg unter der dortigen Schlosskirche getrieben und gegen Bombenangriffe durch eine 20 bis 30 Meter dicke Felsschicht aus Muschelkalk geschützt.
Das etwa 20 Meter lange und etwa drei Meter hohe Tunnelstück besaß einen trapezförmigen Querschnitt, wobei die Decke etwa vier Meter und der Boden etwa fünf Meter breit waren. Der Tunnel war auf seiner gesamten Länge durch hölzerne Stützbalken abgestützt, die in einem Abstand von zwei Metern angebracht waren. Ein kleiner zweiteiliger Vorbau verbarg den Eingang.
Im hinteren Teil des Felsenkellers wurde für den Reaktor eine drei Meter tiefe zylindrische Grube ausgehoben, an der Kellerdecke wurde ein Transportkran installiert und in der verlassenen Bierstube auf der gegenüberliegenden Straßenseite wurde ein Dieselgenerator aufgebaut. Bis Ende 1944 waren die Umbauarbeiten im Felsenkeller, der als „Höhlenforschungsstelle“ getarnt wurde, so weit fortgeschritten, dass dort mit dem Aufbau des Reaktors begonnen werden konnte.

### Transport der Materialien
Am 31. Januar 1945 verließen Gerlach, Wirtz und Diebner an der Spitze eines kleinen Konvois die Hauptstadt. Ihnen folgten mehrere Lastwagen, die mit einigen Tonnen schwerem Wasser, Uran, Graphit und technischer Ausrüstung beladen waren. Nach einer nächtlichen Fahrt auf eisglatter Autobahn hielt der Konvoi am folgenden Tag etwa 240 Kilometer südlich von Berlin im thüringischen Stadtilm, wohin Diebners Arbeitsgruppe im vorangegangenen Sommer verlagert worden war. Gerlach glaubte, dass Diebners Laboratorium fortgeschrittener wäre als das von Heisenberg, und beschloss kurzerhand, die Materialien dort abzuladen. Sehr verärgert über die Änderung des Plans kontaktierte Wirtz Heisenberg in Hechingen, der sofort zusammen mit von Weizsäcker nach Stadtilm aufbrach und nach abenteuerlicher Reise mit Fahrrad, Eisenbahn und Auto drei Tage später dort eintraf.
Vor Ort versuchte Heisenberg Gerlach davon zu überzeugen, die Materialien doch nach Haigerloch zu schaffen. Die beiden fuhren am 12. Februar 1945 nach Hohenzollern, um die Lage vor Ort zu inspizieren. Wirtz blieb indessen in Stadtilm, um sicherzustellen, dass die Materialien nicht in Diebners Experimenten verwendet wurden. Nachdem sich Gerlach in Haigerloch vergewissert hatte, dass der Felsenkeller als neuer Standort des Reaktors besser geeignet war, stimmte er der erneuten Verlagerung zu. Wieder wurden Lastwagen beschafft und am 23. Februar 1945 brach der Physiker Erich Bagge mit einem neuen Konvoi von Haigerloch auf, um die Materialien von ihrem Lager in Stadtilm abzuholen.
Vier Wochen nach der Abreise aus Berlin kamen Ende Februar 1945 schließlich 1,5 Tonnen Uran, 1,5 Tonnen schweres Wasser, 10 Tonnen Graphit und eine geringe Menge Cadmium in Haigerloch an. Das Uran war in Sankt Joachimsthal im Sudetenland abgebaut worden und stammte von der deutschen Degussa. Das schwere Wasser war von Norsk Hydro in Norwegen produziert worden. Zudem war von dem Physiker Fritz Bopp aus Berlin eine 500 Milligramm schwere Radium-Beryllium-Probe als Neutronenquelle eingeflogen worden. Bei Diebner in Stadtilm verblieben über zehn Tonnen Uranoxid sowie geringe Mengen an Uranmetall und schwerem Wasser.

## Der Forschungsreaktor

### Die Anlage

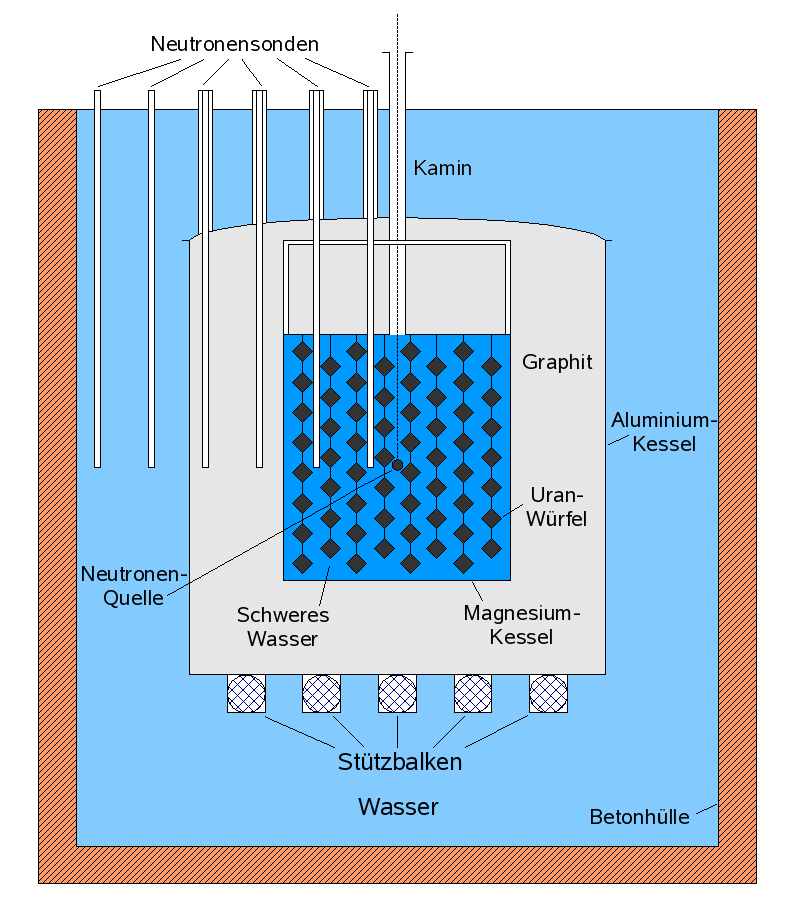
Skizze des Forschungsreaktors

Die räumliche Anordnung der Uranwürfel in einem kubisch-flächenzentrierten Gitter

Als die Materialien in Haigerloch eingetroffen waren, wurde umgehend mit dem Wiederaufbau der Versuchsanlage begonnen. An der Konstruktion und an den Experimenten arbeiteten führend von Weizsäcker und Wirtz. Heisenberg selbst leitete das Projekt von Hechingen aus, er fuhr oft mit dem Fahrrad zwischen den beiden Städten hin und her. Weitere vor Ort am Projekt beteiligte Wissenschaftler waren neben Bagge und Bopp unter anderem Horst Korsching und Erich Fischer.
Die äußere Hülle des Reaktors bestand aus einem Betonzylinder, in den ein Kessel aus Aluminium mit 210,8 Zentimetern Durchmesser und 216 Zentimetern Höhe eingesetzt wurde. Der Aluminiumkessel lagerte auf Stützbalken aus Holz, die auf dem Boden lagen, der Zwischenraum wurde mit normalem Wasser aufgefüllt. In den Aluminiumkessel wurde ein weiterer Kessel aus einer sehr leichten Magnesium-Legierung mit einem Durchmesser von 124 Zentimetern und der gleichen Höhe eingesetzt. Der Magnesiumkessel war bereits im Großversuch B6 verwendet worden, der Aluminiumkessel war erstmals im Großversuch B7 zum Einsatz gekommen. Beide Kessel wurden von der Berliner Firma Bamag-Meguin hergestellt.
Zwischen den beiden Kesseln lag eine 43 Zentimeter dicke und 10 Tonnen schwere Graphitschicht, die als Neutronenreflektor und Abschirmung diente. Graphit als Reflektor war erstmals im vorangegangenen Großversuch B7 zum Einsatz gekommen; bei noch früheren Versuchen hatte man ihn nicht verwendet, weil die Neutronen-Absorption in Graphit von Walther Bothe 1941 zu hoch eingeschätzt worden war. Der Deckel des inneren Kessels bestand aus zwei Magnesiumplatten, zwischen denen sich ebenfalls eine Graphitschicht befand.
An diesem Deckel wurden an 78 Aluminiumdrähten insgesamt 664 Würfel aus Natururan mit fünf Zentimetern Kantenlänge und je 2,4 Kilogramm Gewicht befestigt. 40 Drähte hielten jeweils neun Würfel, die übrigen 38 Drähte je acht Würfel. Die Uranwürfel mit einem Gesamtgewicht von 1,58 Tonnen wurden mit Hilfe des Krans in das innere Gefäß eingelassen, durch den Deckel wurde die gesamte Anordnung verschlossen. In dem sich so ergebenden kubisch-flächenzentrierten Gitter waren die Uranwürfel jeweils in den Ecken und in den Flächenmittelpunkten eines gedachten Raumwürfels angeordnet. Die Uranwürfel hatten dabei einen Abstand von 14 Zentimetern.
Das Schema mit den versetzten Uranwürfeln war erstmals 1943 von Diebner im Großversuch G3 in der Versuchsanlage des Heereswaffenamtes in Gottow verwendet worden. In den Berliner Versuchen waren bisher Uranplatten eingesetzt worden, jedoch mit schlechteren Ergebnissen. Ursprünglich wollten die Physiker eine Konstruktion aus hängenden Uranzylindern, vergleichbar heutigen Brennstäben, erproben. Die Zeit reichte aber für eine Herstellung solcher Zylinder nicht mehr aus und die Forscher entschlossen sich daher, Diebners Entwurf zu kopieren. Idealerweise hätten die Würfel eine Kantenlänge zwischen sechs und sieben Zentimetern haben sollen, die Wissenschaftler mussten jedoch die kleineren Würfel aus Diebners letzten Experimenten mitverwenden und schnitten daher die Uranplatten auf die gleiche Größe zu.
In das Zentrum des Reaktors konnte durch einen sogenannten Kamin die Radium-Beryllium-Neutronenquelle eingebracht werden. Ebenfalls durch den Kamin wurde während des folgenden Versuchs das schwere Wasser, das in drei großen Tanks am Ende des Tunnels gelagert war, in das innere Reaktorgefäß eingefüllt. Außerdem befanden sich im Deckel Kanäle, durch die Neutronendetektoren eingeführt wurden. Damit konnte unter Ausnutzung der zylindrischen Symmetrie die räumliche Neutronenverteilung in der gesamten Anordnung gemessen werden. Die Aufbauarbeiten am Reaktor wurden in der ersten Märzwoche 1945 abgeschlossen.

### Ziele des Versuchs

Schema einer Kernspaltungs-Kettenreaktion, hier mit einem Multiplikationsfaktor von 2

Im Großversuch B8 sollte durch Neutronenbeschuss von Uran eine Kernspaltungskettenreaktion herbeigeführt und beobachtet werden. Die Haigerlocher Versuche waren Grundlagenforschung. Ihr Zweck war, aus den Messungen die damit verbundenen kernphysikalischen Kenngrößen, wie zum Beispiel Wirkungsquerschnitte, so weit wie möglich zu bestimmen. Diese Erkenntnisse waren für friedliche Nutzungen der Kernspaltung nötig, aber auch für militärische Nutzungen zumindest hilfreich. Mindestens einige Beteiligte hofften auch, eine Kritikalität der Anlage zu erreichen und so – vermeintlich erstmals – eine selbsterhaltende Spaltungs-Kettenreaktion nachzuweisen. Sie konnten nicht wissen, dass dies bereits im Dezember 1942 Enrico Fermi und seinen Mitarbeitern am Kernreaktor Chicago Pile 1 in den Vereinigten Staaten gelungen war.
Die Anlage hatte aber keine Einrichtungen, einen kritischen Zustand zu regeln und wieder abzuschalten. Es waren weder Kontrollstäbe vorgesehen noch gab es eine Möglichkeit, das einmal eingefüllte schwere Wasser schnell wieder abzulassen. Falls die gemessene Neutronenflussdichte und damit die Kernreaktionsrate zu stark angestiegen wäre, plante man, den Versuch vor Erreichen der Kritikalität durch schnelles Herausziehen der Neutronenquelle und Beenden der Schwerwasserzufuhr abzubrechen. Zur Begrenzung der Leistung im Fall der Kritikalität verließ man sich auf den Dopplerkoeffizienten, der die Neutronenmultiplikation bei steigender Temperatur automatisch verringert hätte. Wäre die Anlage entgegen allen Erwartungen außer Kontrolle geraten, hätte man das Cadmiumstück, das als Neutronenabsorber wirkt, durch den Kamin in den Reaktor eingeworfen und so die Kettenreaktion unterbrochen. Jedoch auch schon bei sehr hoher Neutronenmultiplikation der unterkritischen Anordnung hätten sich die Physiker dabei einer hohen Strahlendosis ausgesetzt, denn die Anlage besaß nach oben hin keine genügende Strahlenabschirmung.
Die Möglichkeit der militärischen Nutzung ihrer Arbeiten war den Beteiligten bewusst, denn Heisenberg hatte dem Heereswaffenamt bereits Ende 1939 mitgeteilt, dass Uran-235 ein starker Atomsprengstoff sein müsse. Auch von Weizsäcker hatte frühzeitig auf die Verwendbarkeit als Waffe hingewiesen, ebenso darauf, dass in Uranreaktoren ein neues spaltbares Element – später als Plutonium bekannt – entstehen müsse. Die Haigerlocher Versuche hätten grundsätzlich zu einer Bestätigung dieser Vermutungen führen können, jedoch war den Wissenschaftlern auch klar, dass zur Entwicklung einsatzbereiter Waffen noch viele Jahre aufwendiger Forschungsarbeit nötig gewesen wären.

### Der GroßversuchB8

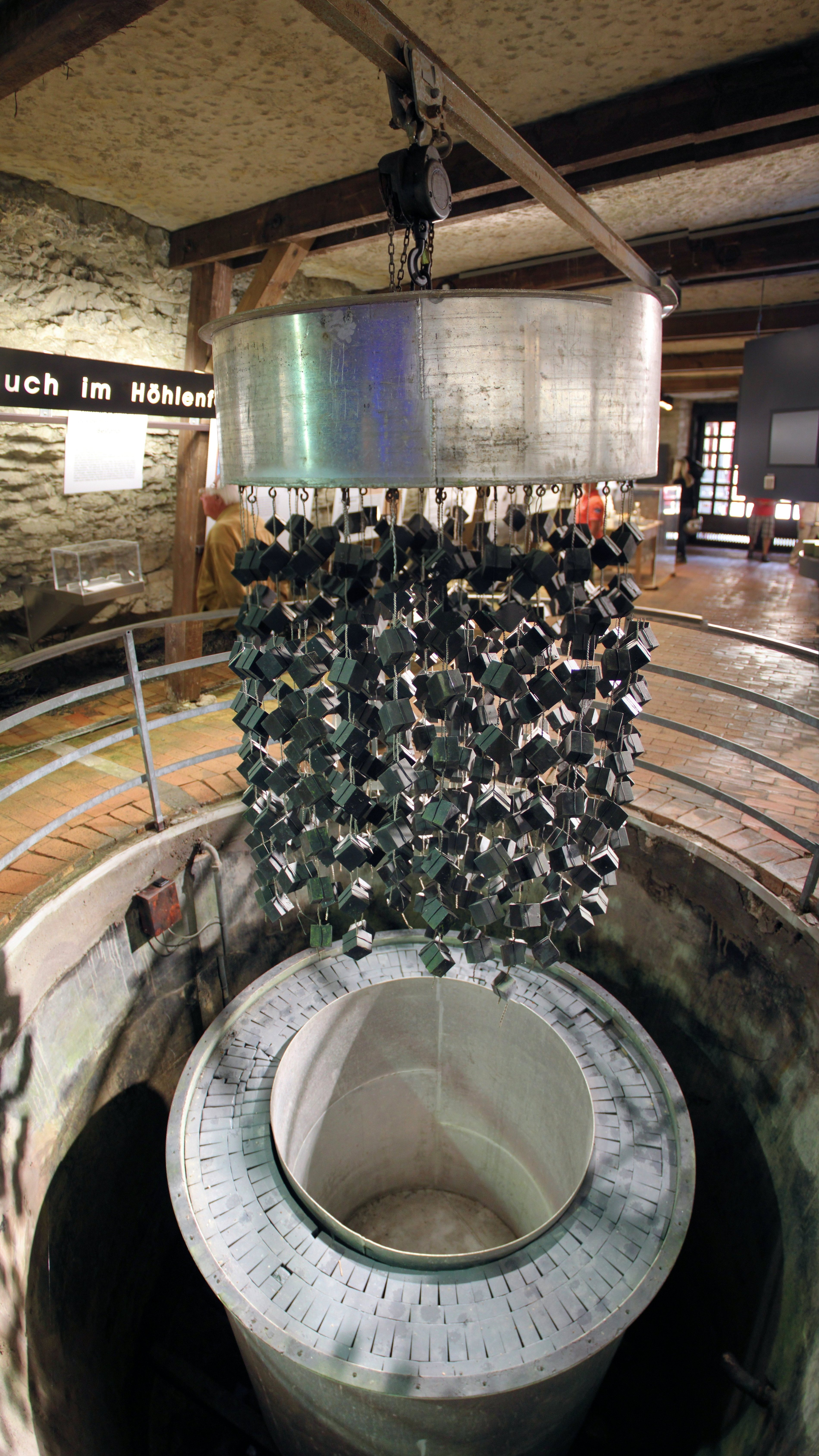
Reaktorinneres und Uranwürfel (Nachbildung)

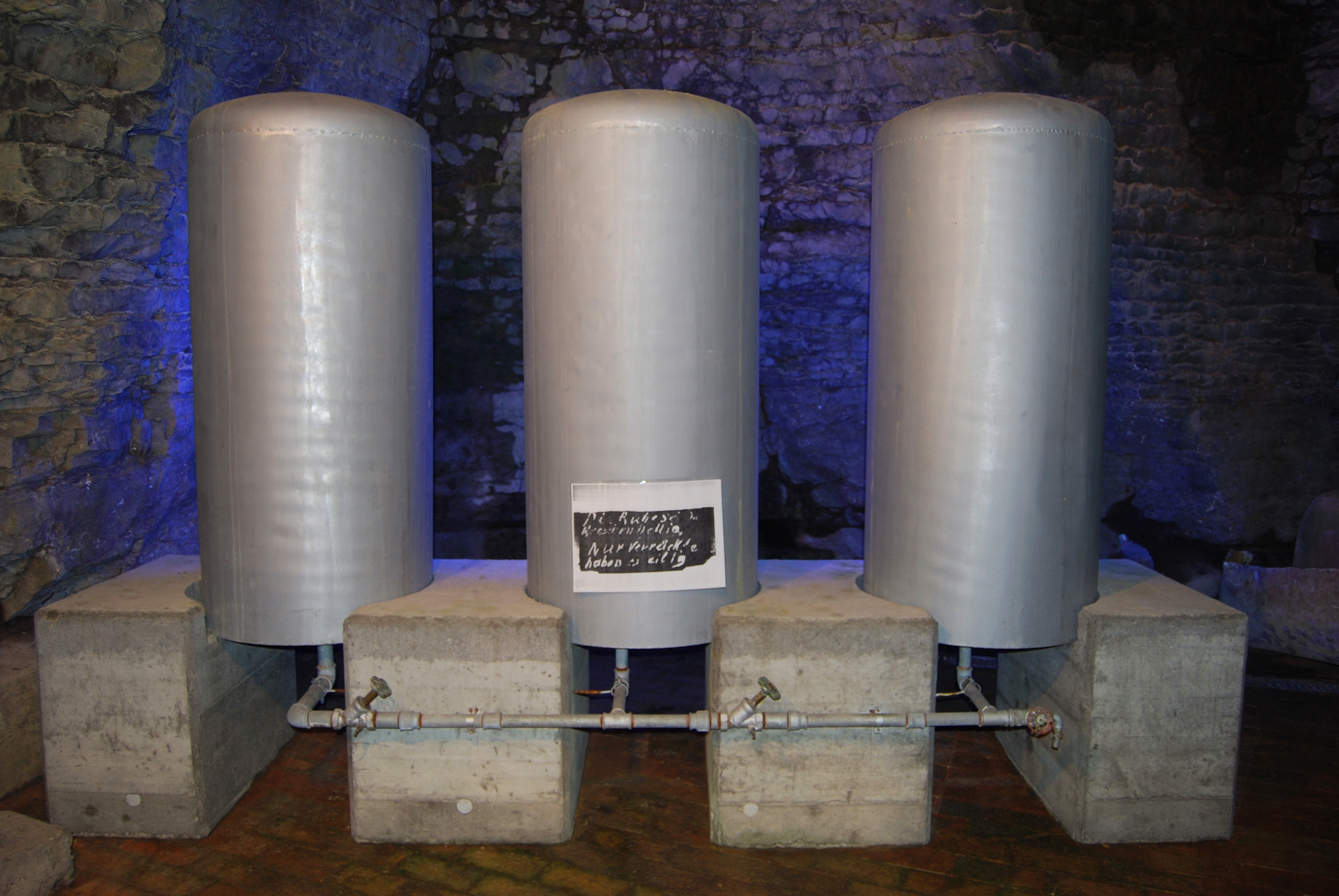
Die Schwerwasser-Tanks (Nachbildung)

Beim entscheidenden Versuch Anfang März 1945 war auch Heisenberg im Keller anwesend, der „dabeisaß und ständig rechnete“. Nachdem der Reaktor geschlossen und die Neutronenquelle eingelassen worden war, wurde das schwere Wasser vorsichtig in das innere Reaktorgefäß eingefüllt. In regelmäßigen Abständen wurde die Wasserzufuhr unterbrochen und die Vermehrung der Neutronen an den Sonden verfolgt. Durch Antragen des Kehrwerts der gemessenen Neutronenintensität gegen die Menge an eingefülltem schweren Wasser – eine Idee Heisenbergs – konnten die Wissenschaftler den Wasserstand vorhersagen, bei dem der Reaktor kritisch werden würde.
Es trat jedoch keine Kritikalität ein, selbst nachdem das gesamte verfügbare schwere Wasser eingefüllt worden war. Die Neutronendichte war in der gefüllten Anordnung im Vergleich zur Leermessung auf das 6,7-fache angestiegen. Dieser Wert war zwar doppelt so hoch wie beim vorangegangenen Versuch, aber immer noch nicht genug, um eine selbsterhaltende nukleare Kettenreaktion zu erreichen. Der Neutronen-Multiplikationsfaktor lag bei k=0,85; der Kritikalität hätte k=1 entsprochen. Spätere Berechnungen ergaben, dass die Anlage etwa die eineinhalbfache Größe hätte haben müssen, um kritisch zu werden.
Eine Vergrößerung der Anordnung war jedoch unter den gegebenen Umständen nicht möglich, da weder Zeit noch genügend weiteres Uran und schweres Wasser zur Verfügung standen. Bereits im November 1943 war die Schwerwasser-Fabrik von Norsk Hydro in Rjukan durch britische Bomber zerstört worden, im September 1944 waren auch die Degussa-Werke in Frankfurt am Main durch ein Bomberkommando schwer getroffen worden.
In einem letzten Anlauf, den Reaktor doch noch kritisch werden zu lassen, wollte Heisenberg die Reste an schwerem Wasser und Uran, die in Stadtilm verblieben waren, nach Haigerloch schaffen. Zudem wollte er alle Theorie in den Wind schlagen und Uranoxid in den Graphitschild einbringen. Wirtz hatte während der letzten Messungen festgestellt, dass Graphit doch einen besseren Moderator abgeben würde als bisher angenommen. Sie konnten jedoch im mittlerweile zusammenbrechenden deutschen Kommunikationsnetz keinen Kontakt mehr mit Stadtilm herstellen.
Genauere Einzelheiten über die Anlage und den Ablauf des Versuchs können heute nicht mehr festgestellt werden, da der Originalbericht unter den später in die USA gebrachten Dokumenten der Gruppe nicht mehr verfügbar ist. Allerdings existiert eine von Heisenberg und Wirtz nachträglich, vermutlich um 1950, geschriebene gründliche Gesamtdarstellung aller acht Großversuche. Bei einer späteren Analyse zweier Uranwürfelfragmente aus Haigerloch durch das Institut für Transurane am Forschungszentrum Karlsruhe stellte sich heraus, dass das Uran nur mit relativ wenig Neutronen bestrahlt worden war; Plutonium konnte nicht nachgewiesen werden.
Dies weist darauf hin, dass die Forscher nicht kurz vor einer nuklearen Kettenreaktion standen. Von der Möglichkeit, eine Atomwaffe herzustellen, waren sie noch weit entfernt gewesen.

## Verfolgung und Zerstörung

### Die Alsos-Mission

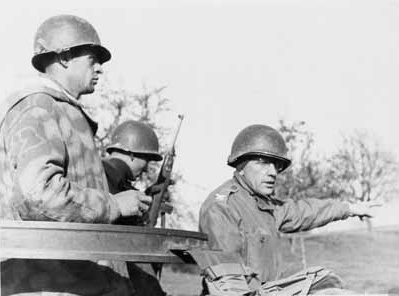
Boris Pash (rechts) während der Alsos-III-Mission in Hechingen

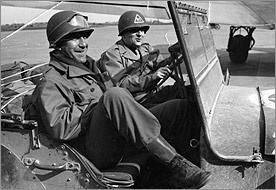
Samuel Goudsmit (rechts im Bild) während der Alsos-III-Mission in Stadtilm

Die Alliierten hegten schon lange den Verdacht, dass die deutschen Forscher an einer Atombombe arbeiteten. Ziel der 1943 im Rahmen des Manhattan-Projekts unter General Leslie R. Groves gegründeten US-amerikanischen Spezialeinheit Alsos war es, die deutschen kerntechnischen Forschungsanlagen offenzulegen und sicherzustellen sowie die führenden Wissenschaftler gefangen zu nehmen. So sollte nicht nur das eigene Atomwaffenprogramm vorangetrieben werden, sondern auch eine Verwendung des Wissens durch die Sowjetunion und die anderen späteren Besatzungsmächte verhindert werden. Militärischer Leiter der Mission war Oberstleutnant Boris Pash, das wissenschaftliche Team wurde von dem niederländischstämmigen Physiker Samuel Goudsmit geführt.
Den US-Amerikanern war bis Ende 1944 nicht genau bekannt, wie weit die deutsche Forschung vorangeschritten war. Die Alsos-I-Mission im Winter 1943/44 in Italien war weitgehend erfolglos verlaufen. Erst Ende November 1944 wurden während der Alsos-II-Mission in Frankreich in Weizsäckers Büro an der Universität Straßburg Briefe von anderen Mitgliedern des Uranvereins gefunden, aus denen man schließen konnte, dass Deutschland keine Atombombe hatte und auch in absehbarer Zeit keine herstellen würde. Es wurden aber auch Unterlagen entdeckt, die auf ein verdächtiges Forschungslabor in der zukünftigen französischen Besatzungszone in Hechingen hindeuteten. Um den französischen Truppen zuvorzukommen, erwogen Groves und Pash, die Anlage mit Fallschirmjägern aus der Luft anzugreifen oder durch Bombenangriffe zu zerstören. Der Physiker Goudsmit konnte die beiden jedoch überzeugen, dass das Uranprojekt diesen Aufwand nicht wert sei, und so entschloss man sich für eine Landoperation.
Die ersten Spezialeinheiten der Alsos-III-Mission überquerten zusammen mit der 7. US-Armee am 26. März 1945 den Rhein. Sie konnten am 30. März 1945 in Heidelberg die Physiker Walther Bothe und Wolfgang Gentner aufgreifen, die dort an ihrem Zyklotron arbeiteten. Dort erfuhr Goudsmit, dass die Kernforschungsanlagen des Uranprojekts nach Haigerloch bei Hechingen und in die zukünftige sowjetische Besatzungszone nach Stadtilm verlagert worden waren. Pash beschloss, zunächst Stadtilm aufzusuchen, um der sowjetischen Armee zuvorzukommen. Sie schafften es, etwa drei Wochen vor den sowjetischen Streitkräften dort einzutreffen, Diebner war jedoch mit seinen Mitarbeitern und Materialien bereits in Richtung München in die zukünftige amerikanische Besatzungszone geflohen. Nun mussten sie nur noch verhindern, dass der Haigerlocher Reaktor in französische Hände fiel.

### Die Zerstörung der Anlage

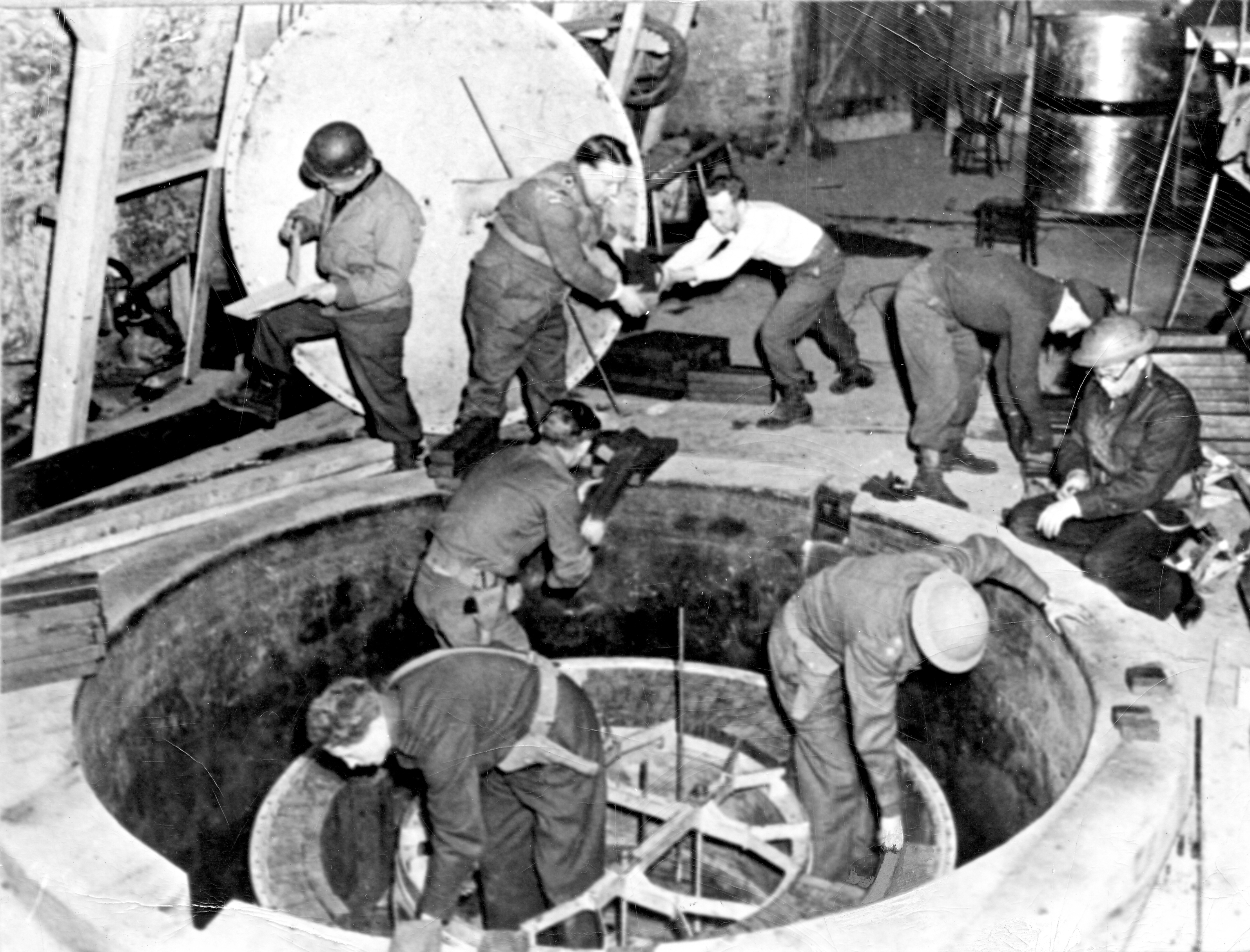
Der Abbau des Reaktors durch Mitglieder der Alsos-III-Mission

Die französische Armee kam am 22. April 1945 nach Haigerloch, das unterirdische Atomlabor wurde von ihnen jedoch nicht bemerkt. Die Alsos-Mission traf im Rahmen der Operation Harborage einen Tag später in der französischen Besatzungszone ein, fand die Apparatur und demontierte sie am folgenden Tag. Erst jetzt stellten die US-Amerikaner fest, dass die deutschen Forschungen um mehr als zwei Jahre hinter ihren eigenen zurücklagen. Es wurde ihnen nun auch offenbar, dass das gesamte deutsche Uranprojekt im Vergleich zum Manhattan-Projekt auf einem sehr kleinen Maßstab angesetzt war:

“Here was the central group of laboratories, and all it amounted to was a little underground cave, a wing of a small textile factory, a few rooms in an old brewery.”

„Hier war der Hauptteil der Laboratorien, und er bestand nur aus einer kleinen unterirdischen Höhle, einem Flügel einer kleinen Textilfabrik, ein paar Räumen in einer alten Brauerei.“

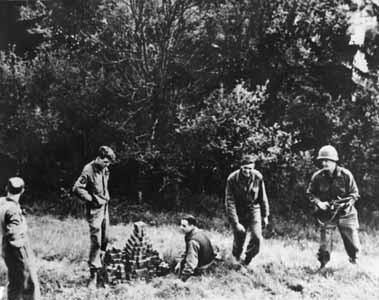
Die Entdeckung der vergrabenen Uranwürfel

Die deutschen Wissenschaftler hingegen glaubten, dass ihre Arbeiten fortgeschrittener als die der US-Amerikaner seien, und zeigten sich zunächst unkooperativ. Die Uranwürfel und das schwere Wasser waren aus der Anlage entfernt und gut versteckt worden. Nach stundenlangen Verhören konnte man Wirtz und von Weizsäcker jedoch die Nennung der Verstecke mit dem falschen Versprechen entlocken, dass sie ihre Versuche nach dem Krieg unter dem Schutz der Alliierten wieder aufnehmen dürften. 659 der 664 Uranwürfel wurden vergraben in einem Acker neben der Schlosskirche gefunden, das schwere Wasser war in den Keller einer alten Mühle geschafft worden. Die wissenschaftlichen Unterlagen, darunter die streng geheimen Kernphysikalischen Forschungsberichte, hatte von Weizsäcker in einer Senkgrube hinter seinem Haus in Hechingen versteckt.
Die Materialien und wissenschaftlichen Berichte wurden von den US-Amerikanern sichergestellt und über Paris in die Vereinigten Staaten ausgeflogen. Die Teile der Reaktoranlage, die nicht abtransportiert werden konnten, wurden durch mehrere kleine Sprengungen zerstört. Eine größere Sprengung im Felsenkeller hätte vermutlich die darüber liegende barocke Schlosskirche schwer beschädigt. Der damalige Pfarrer konnte dies verhindern, indem er den US-Amerikanern die Kirche zeigte und so Pash überzeugte, lediglich kleinere Sprengungen durchzuführen.
Ein französisches Einsatzkommando unter der Leitung des Physikers Yves Rocard, das auf der Suche nach der Anlage kurz nach den US-amerikanischen Truppen nach Hechingen kam, fand dort nur noch ein Uranstück aus einem Labor in der Größe eines Würfelzuckers vor. Dennoch sollen Teile aus dem Haigerlocher Forschungsreaktor, etwa die hochreinen Graphitziegel, im ersten französischen Kernreaktor ZOÉ wiederverwendet worden sein.

## Folgen

### Weitere Entwicklungen

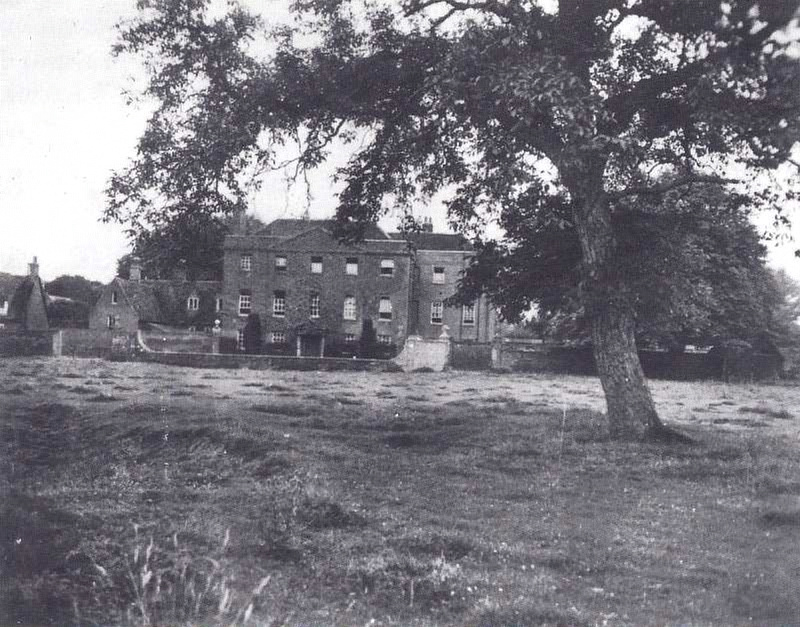
Der Landsitz Farm Hall

Die Wissenschaftler der beiden Kaiser-Wilhelm-Institute wurden von den US-Amerikanern in ihren Büros und Wohnungen in Hechingen und Tailfingen verhaftet. Heisenberg selbst wurde einige Tage später in Urfeld am Walchensee aufgegriffen, wo er ein Haus besaß und die letzten Kriegstage mit seiner Familie verbrachte, Gerlach und Diebner wurden in und bei München aufgefunden. Die zehn führenden Köpfe des Uranprojekts (Bagge, Diebner, Gerlach, Hahn, Heisenberg, Korsching, von Laue, von Weizsäcker und Wirtz, dazu der Physiker Paul Harteck) wurden in der Operation Epsilon von Juli 1945 bis Januar 1946 im britischen Farm Hall interniert. Dort erfuhren sie im August 1945 von den Atombombenabwürfen auf Hiroshima und Nagasaki und so auch von den Fortschritten der US-Amerikaner in der Nukleartechnik und deren Folgen. Die deutschen Wissenschaftler waren tief erschüttert, aber gleichzeitig auch erleichtert:

„Ich würde sagen, ich war absolut von der Möglichkeit überzeugt, daß wir eine Uranmaschine machen, aber ich habe nie gedacht, daß wir eine Bombe machen würden, und im Grunde meines Herzens war ich wirklich froh, daß es eine Maschine sein sollte und nicht eine Bombe.“

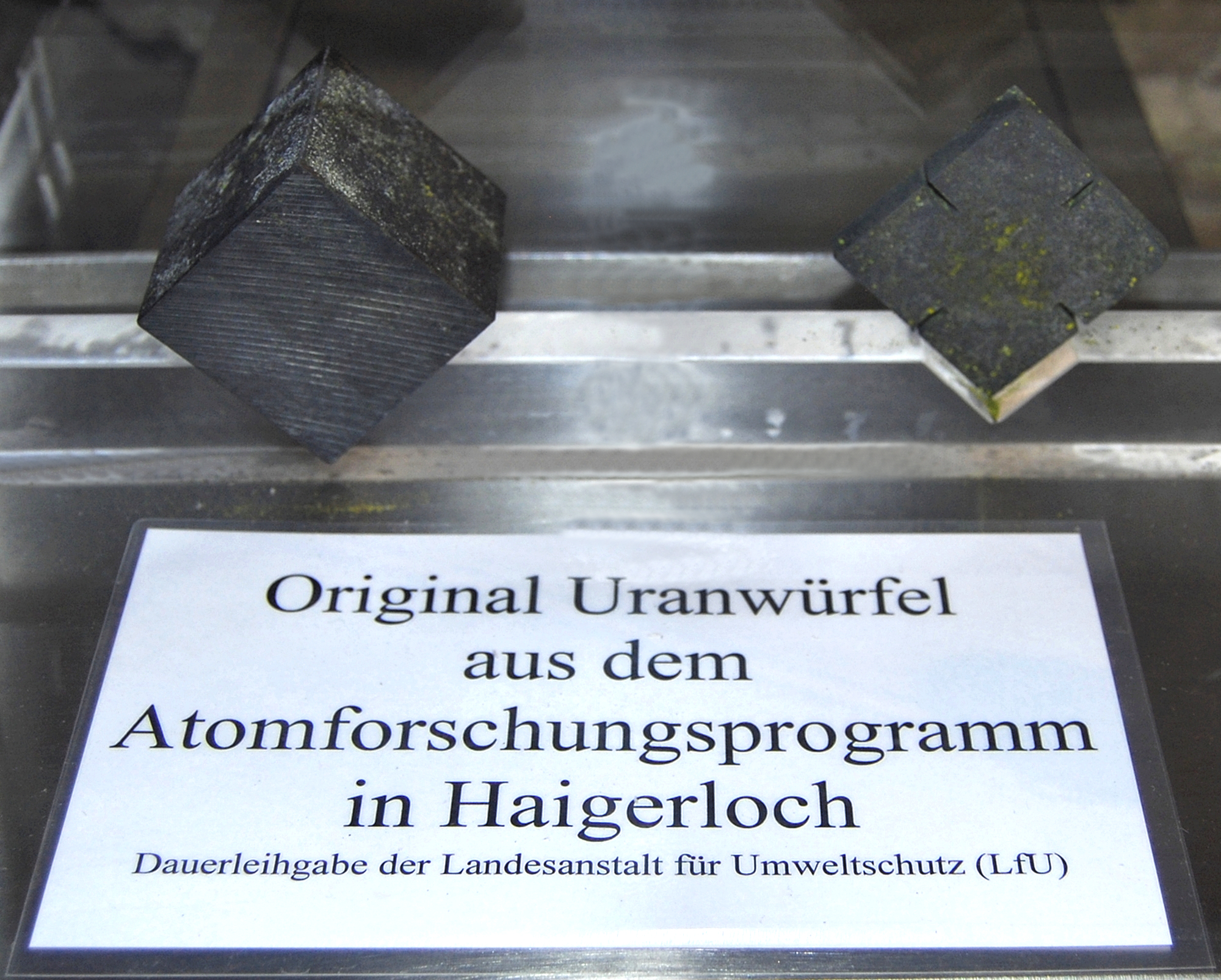
Die beiden Original-Uranwürfel

Die zehn Forscher kehrten nach der Internierung in ihre Heimat zurück, wo sie – mit Ausnahme Diebners – angesehene Positionen im Wissenschaftsbetrieb einnehmen konnten. Durch das Kontrollratsgesetz Nr. 25 wurde es Deutschland in den Nachkriegsjahren zwar untersagt, weitere Entwicklungen eines Kernreaktors voranzutreiben, Heisenberg dachte aber bereits 1950 wieder über einen deutschen Reaktor nach.
Es sollte bis 1957 dauern, bis der erste Kernreaktor auf deutschem Boden, der Forschungsreaktor München, in Betrieb ging. Im selben Jahr sprachen sich die meisten Mitglieder des Uranprojekts zusammen mit anderen führenden deutschen Kernphysikern im Göttinger Manifest gegen eine militärische Nutzung der Kernenergie in Deutschland aus.
Heute befindet sich im Felsenkeller das 1980 eröffnete Atomkeller-Museum, in dem neben einem Nachbau des Reaktors auch zwei der fünf verbliebenen Uranwürfel ausgestellt sind. Einer der beiden Würfel war von Heisenberg mitgenommen und Anfang der 1960er Jahre von spielenden Kindern am Flüsschen Loisach in der Nähe seines Wohnorts wiedergefunden worden.

### Weiterverarbeitung der Ereignisse
In dem zweiteiligen deutschen Fernsehfilm Ende der Unschuld aus dem Jahr 1991 wird die Entwicklung des Uranprojekts von der Entdeckung der Kernspaltung 1938 bis zu den Versuchen in Haigerloch und der folgenden Internierung der Wissenschaftler 1945 dokumentarisch beleuchtet. Einige der Filmszenen wurden am Originalschauplatz im Haigerlocher Felsenkeller gedreht. Für Buch und Regie erhielt Drehbuchautor Wolfgang Menge zusammen mit Regisseur Frank Beyer 1991 den Deutschen Fernsehfilmpreis.
Das Theaterstück Kopenhagen von Michael Frayn aus dem Jahr 1998 handelt von einem fiktiven Treffen von Heisenberg mit Niels Bohr und seiner Frau Margarete zu einem unbestimmten Zeitpunkt nach Ende des Krieges. Zum Ende des ersten Aktes reflektiert Heisenberg über die Arbeiten am Haigerlocher Forschungsreaktor, die fehlenden Sicherheitsmaßnahmen und das Bestreben, erstmals die Kritikalität zu erreichen. Das Drei-Personen-Stück erhielt im Jahr 2000 den Tony Award für das beste Theaterstück. Ein reales Treffen der beiden Männer hatte während des Krieges 1941 in Kopenhagen stattgefunden, jedoch ist aus den heute noch vorhandenen Dokumenten nicht ersichtlich, was damals gesagt wurde und konkret wie es gemeint war und interpretiert wurde. Heisenbergs späterer Erinnerung nach, versuchte er „codiert“ zu sprechen, da er befürchtete, Bohr würde von deutschen Besatzungstruppen überwacht und ausspioniert. Bohr scheint ihn missverstanden zu haben, oder Heisenbergs Behauptungen waren eine nachträgliche Schutzbehauptung.
Der Roman Das Klingsor-Paradox des mexikanischen Autors Jorge Volpi aus dem Jahr 1999 handelt von der Suche zweier Wissenschaftler nach dem mutmaßlichen engsten wissenschaftlichen Berater Hitlers mit Decknamen Klingsor. In einer Rückblende begleitet man einen der beiden Protagonisten dabei, wie er als fiktiver Teil der Alsos-Mission zusammen mit Goudsmit und Pash in Heidelberg, Hechingen und Haigerloch das deutsche Atomprogramm aufdeckt. Letztendlich erweist sich Klingsor – das personifizierte Böse – als nicht greifbar. Der Bestseller erhielt mehrere Auszeichnungen, unter anderem 1999 den spanischen Literaturpreis Premio Biblioteca Breve.
Im Computerspiel Undercover: Operation Wintersonne von dtp entertainment aus dem Jahr 2006 schlüpft der Spieler in die Rolle eines britischen Physikers, der die Aufgabe hat, in einer Geheimoperation das deutsche Atombombenprogramm zu infiltrieren. Im Verlauf des Point-and-Click-Adventures gelangt der Spieler in ein fiktives unterirdisches Forschungslabor in Haigerloch, die Anlage ist jedoch verlassen und der „Bombenprototyp“ ist gestohlen.